# ستيتودا غروسا
ستيتودا غروسا (الاسم العلمي: Steatoda grossa) المعروف أيضا باسم العنكبوت الدولاب أو عنكبوت مشط القدم أوالعنكبوت البني (في أستراليا) أو الأرملة الكاذبة، هي نوع من عناكب رتيلاوات الشكل من فصيلة الشحاذيات.
يوجد هذا النوع في عدة مناطق من العالم، منها أمريكا الشمالية وأستراليا وأوروبا. غالبا ما يتم الخلط بينه وبين الأرملة السوداء والعناكب السامة الأخرى من جنس الزوع.